# Xorides caeruleus
Xorides caeruleus là một loài tò vò trong họ Ichneumonidae.